# Aeschynanthus gesneriflorus
Aeschynanthus gesneriflorus är en tvåhjärtbladig växtart som beskrevs av Spencer Le Marchant Moore. Aeschynanthus gesneriflorus ingår i släktet Aeschynanthus och familjen Gesneriaceae. Inga underarter finns listade i Catalogue of Life.